# 法莫替丁
法莫替丁（INN：famotidine），商品名Gaster、Pepcid等，是一種组胺2受体拮抗剂，主要用於抑制胃酸的分泌，並用于治疗消化性溃疡和胃食道逆流。與西咪替丁不同，法莫替丁等第二代H2受體阻抗劑對細胞色素P450酶沒有明顯的抑制作用，因此法莫替丁的药物相互作用並不明顯。法莫替丁於1979年首次研发，並在1981年投入市場。

## 历史
法莫替丁由山之內製藥開發。默克藥廠在20世紀80年代中期獲得法莫替丁的授權，並由默克和強生公司的合資企業銷售。在法莫替丁上，原本西咪替丁的咪唑環被2-胍基噻唑環取代。法莫替丁的效力比同為H2受體阻抗劑的雷尼替丁高出9倍，更比西咪替丁的效力高出32倍。
法莫替丁在1986年由美國食品藥品監督管理局批准在美國銷售，而商品名為Pepcid RPD的法莫替丁口腔崩散劑則於1998年獲得批准。法莫替丁的仿製藥在2001年開始上市，商品名包括Fluxid、Quamatel等。
在美國和加拿大，另有商品名為Pepcid Complete的複方咀嚼片，該藥品將法莫替丁與抗酸藥結合，以快速舒緩胃酸過多的症狀。在英國，該藥品亦被稱為Pepcidtwo，但已在2015年4月停產。
因為法莫替丁在胃內的酸性環境下溶解度低，故此口服法莫替丁的生物利用度僅有50%。當法莫替丁與抗酸劑組合使用，抗酸劑能促進法莫替丁局部運送至胃壁細胞上的受體。因此，研究人員正在開發創新配方的口服片劑，例如胃滯留藥物輸送系統。胃滯留片劑能在胃內停留更久，從而改善生物利用度；而法莫替丁的局部運送還能增加胃壁受體部位的生物利用度，從而增強減少胃酸分泌的功效。

## 研究
除H2受体拮抗剂外，法莫替丁也是乙酰胆碱酯酶抑制剂和GSK-3β抑制剂（IC50=1.44μM）。
有些證據表示法莫替丁能作為治療抵抗精神分裂症的附加治療。在一項試驗中，它使治療抵抗精神分裂症患者的症狀嚴重性降低了10%。由于法莫替丁是GSK-3β抑制剂，它还被认为具有改善帕金森氏病患者运动功能、抗阿尔兹海默病、防止NMDA拮抗剂如地佐环平（MK-801）及氯胺酮造成的神经细胞损伤、改善COVID-19长期综合征所致脑雾患者的认知功能等作用，但没有证据表明法莫替丁对治疗COVID-19有效。
此外，法莫替丁作为H2受体拮抗剂，也被认为具有改善孤独症谱系障碍相关症状的潜力。

## 医疗用途
法莫替丁主要用於舒緩胃灼熱和消化不良；治療胃及十二指肠潰瘍如佐埃二氏症和多發性內分泌腫瘤等病理性胃酸過度分泌、胃食道逆流（GERD）与食道炎等上消化道病症。
雖然奧美拉唑可能更有效，法莫替丁也可作為治療幽門螺桿菌感染藥物的一部分。
法莫替丁也可用於预防因服用非甾体抗炎药所诱發的胃溃疡和減少手術後吸入性肺炎的風險。

### 劑型

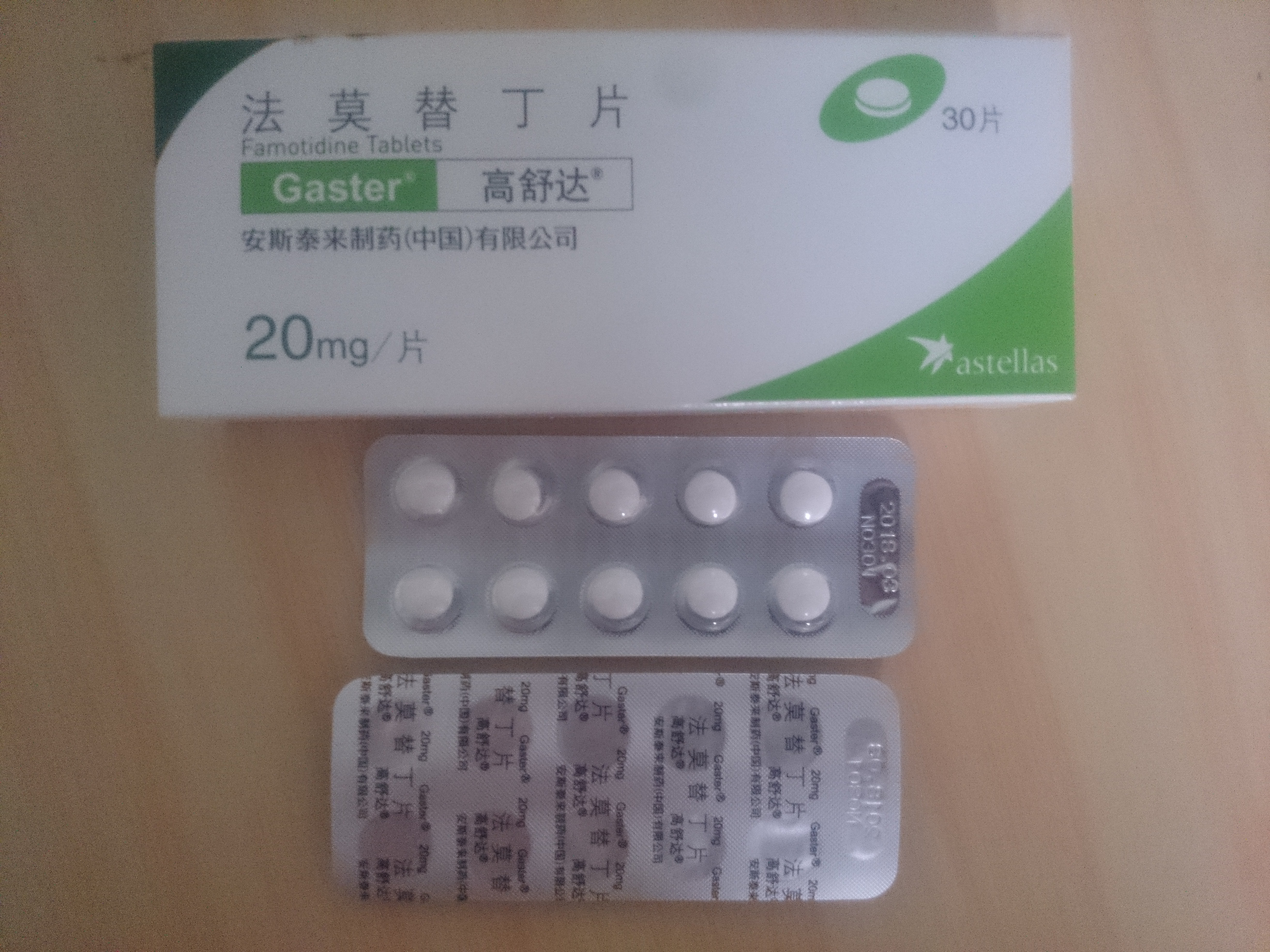
在中国大陆销售的高舒达®法莫替丁口服片，规格为20mg×30片

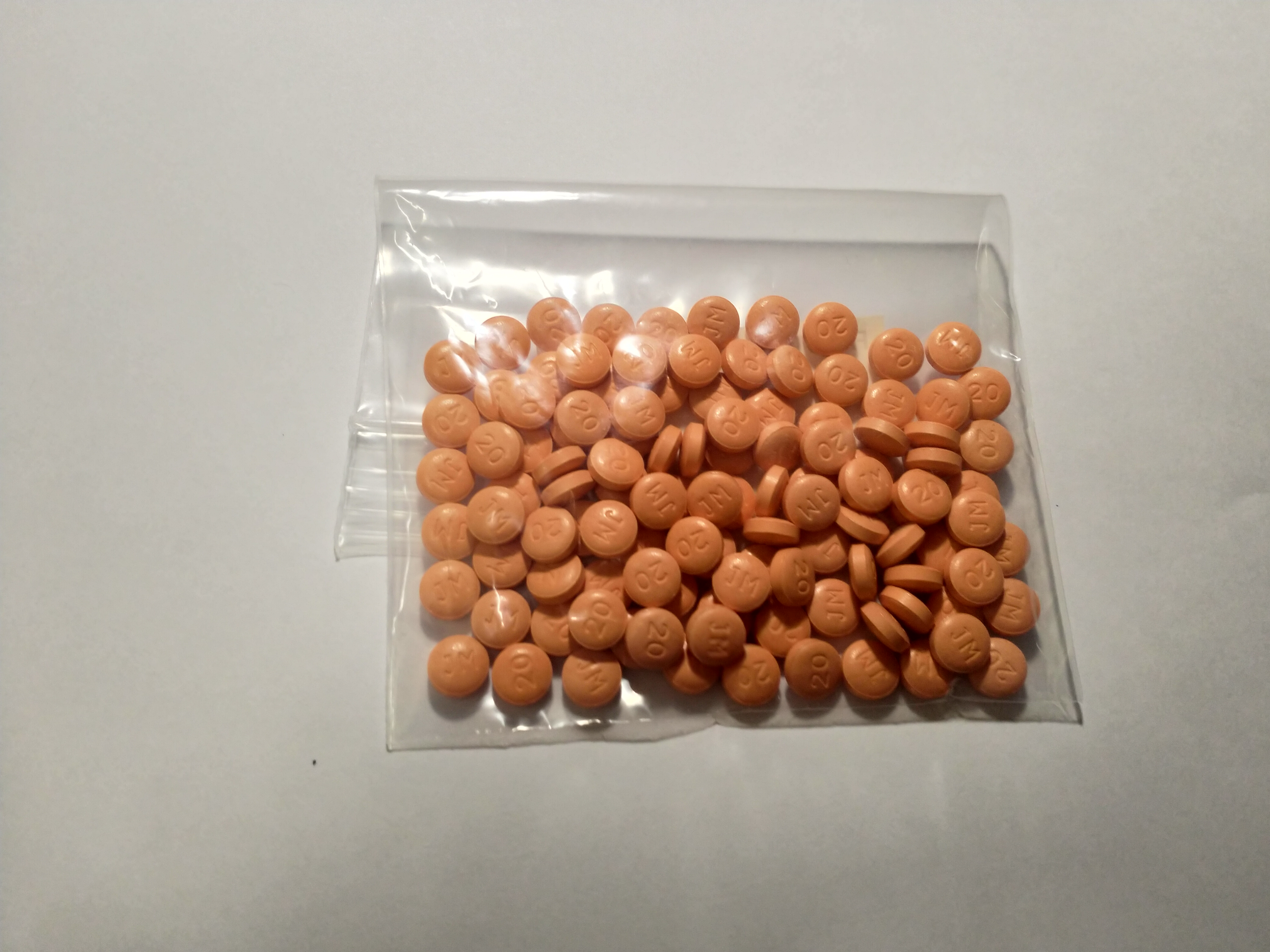
法莫替丁學名藥20mg口服片

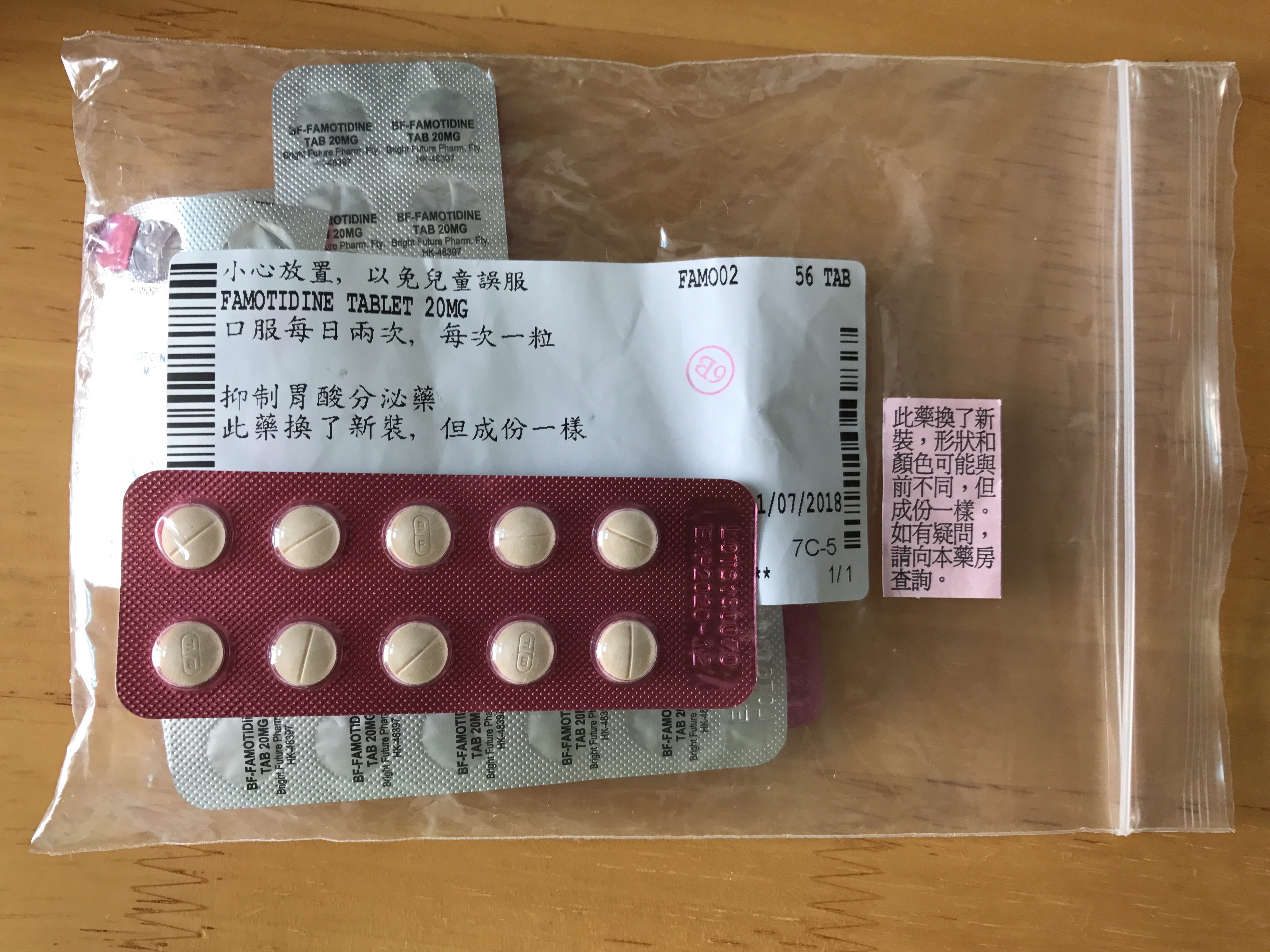
法莫替丁，香港公立醫院開出藥品的新包裝

某些法莫替丁的劑型可作為非處方藥銷售。如在美國和加拿大，10毫克和20毫克的法莫替丁口服片，有時與抗酸藥組成複方，可以作為非處方藥銷售。較大劑量的法莫替丁仍然屬於處方藥。法莫替丁與布洛芬的複方藥由Horizon Pharma以商品名稱Duexis銷售。

## 副作用
與法莫替丁相關的副作用包括頭痛、頭暈、便秘或腹瀉。大剂量服用可能会引起癫痫发作。